# Historique du parcours européen du FC Porto
Cette page présente l'historique des parcours du Futebol Clube do Porto en compétition européenne.

## Compétitions européennes se terminant en finale
| Tour   | Adversaire       | Domicile | Extérieur |
| ------ | ---------------- | -------- | --------- |
| 16e    | Dinamo Zagreb    | 1–0      | 1–2       |
| 8e     | Rangers FC       | 1–0      | 1–2       |
| 1/4    | Chakhtar Donetsk | 3–2      | 1–1       |
| 1/2    | Aberdeen FC      | 1–0      | 1–0       |
| Finale | Juventus FC      | 1–2      | 1–2       |

| Tour   | Adversaire    | Domicile | Exterieur |
| ------ | ------------- | -------- | --------- |
| 1/16   | Rabat Ajax FC | 12–0     | 1–0       |
| 1/8    | FC Vítkovice  | 3–0      | 0–1       |
| 1/4    | Brøndby IF    | 1–0      | 1–1       |
| 1/2    | Dynamo Kiev   | 2–1      | 2–1       |
| Finale | Bayern Munich | 2–1      | 2–1       |

| Tour   | Adversaire        | Domicile | Extérieur |
| ------ | ----------------- | -------- | --------- |
| 1/64   | Polonia Varsovie  | 6–0      | 0–2       |
| 1/32   | FK Austria Vienne | 2–0      | 1–0       |
| 1/16   | RC Lens           | 3–0      | 0–1       |
| 1/8    | Denizlispor       | 6–1      | 2–2       |
| 1/4    | Panathinaïkos     | 0–1      | 2–0       |
| 1/2    | SS Lazio          | 4–1      | 0–0       |
| Finale | Celtic FC         | 3–2      | 3–2       |

| Tour            | Adversaire             | Domicile | Extérieur |
| --------------- | ---------------------- | -------- | --------- |
| Phase de Groupe | FK Partizan Belgrade   | 2–1      | 1–1       |
| Phase de Groupe | Real Madrid            | 1–3      | 1–1       |
| Phase de Groupe | Olympique de Marseille | 1–0      | 3–2       |
| 1/8             | Manchester United      | 2–1      | 1–1       |
| 1/4             | Olympique lyonnais     | 2–0      | 2–2       |
| 1/2             | Deportivo La Corogne   | 0–0      | 1–0       |
| Finale          | AS Monaco              | 3–0      | 3–0       |

| Tour                | Adversaire        | Domicile | Extérieur |
| ------------------- | ----------------- | -------- | --------- |
| Phase qualification | KRC Genk          | 4–2      | 3–0       |
| Phase de Groupe     | Rapid Vienne      | 3–0      | 3–1       |
| Phase de Groupe     | CSKA Sofia        | 3–1      | 1–0       |
| Phase de Groupe     | Beşiktaş          | 1–1      | 3–1       |
| 1/16                | Séville FC        | 0–1      | 2–1       |
| 1/8                 | CSKA Moscou       | 2–1      | 1–0       |
| 1/4                 | FK Spartak Moscou | 5–1      | 5–2       |
| 1/2                 | Villarreal CF     | 5–1      | 2–3       |
| Finale              | Sporting Braga    | 1–0      | 1–0       |